# Cynodontosuchus
Cynodontosuchus rothi
Genre
Espèce
Cynodontosuchus est un genre éteint de crocodyliformes, un clade qui comprend les crocodiliens modernes et leurs plus proches parents fossiles. Il est généralement rattaché au sous-ordre des Notosuchia (ou notosuchiens en français) et aux clades des Ziphosuchia et des Sebecosuchia.
Une seule espèce est rattachée au genre, Cynodontosuchus rothi, décrite par Arthur Smith Woodward en 1896.

## Découverte et datation
Ses fossiles ont été découverts dans la province de Neuquén en Argentine, dans la formation géologique de Bajo de la Carpa du Crétacé supérieur, datée plus précisément du Santonien, soit il y a environ entre 85,7 et 83,6 millions d'années.
Ses restes fossiles ne sont composés que de l'avant d'un crâne avec sa mandibule. 

## Description
Il est caractérisé par une seconde dent du maxillaire de grande taille et en forme de sabre. Elle est précédée par un large espace  (diastème) entre les os maxillaire et prémaxillaire qui laisse place pour une grande dent de la mandibule. Ce type de dents indique que Cynodontosuchus appartient à la famille des Baurusuchidae.

## Classification
Dès sa découverte et description en 1896, Cynodontosuchus a été placé dans le clade des Sebecosuchia, appartenant au notosuchiens.
La validité du genre a été discutée, et il a souvent été considéré comme un synonyme senior de Baurusuchus,.
Éric Buffetaut en 1982 a cependant souligné qu'il était différent de Baurusuchus, car son museau était moins profond et portait cinq dents maxillaires.
En 2014, Diego Pol (d) et son équipe compilent plusieurs études phylogénétiques antérieures et reprennent l'analyse pour aboutir à une matrice incluant 109 Crocodyliformes et genres proches dont 412 caractères morphologiques sont étudiés. Ils classent Cynodontosuchus parmi les Baurusuchidae (des Notosuchia placés dans les clades successifs des Ziphosuchia et des Sebecosuchia). En 2012, Mario Bronzati et ses collègues n'avaient pas retenu ce genre dans leur synthèse phylogénétique des Crocodyliformes.